# کیم کوان
کیم کوان (انگلیسی: Kim Kwon؛ زادهٔ ۱۶ مهٔ ۱۹۸۹) بازیگر اهل کره جنوبی است. وی از سال ۲۰۱۲ میلادی تاکنون مشغول فعالیت بوده‌است.